# 秋天和麗的~茜色商店街~
《秋天和麗的 ～茜色商店街～》（秋のうららの ～あかね色商店街～）為Bloom Handle（ブルームハンドル）於2007年1月26日發售的戀愛冒險類型日本成人遊戲，2007年8月17日發售Fan disc，2010年4月30日發售合集《秋天和麗的~茜色商店街~ Plus》（秋のうららの～あかね色商店街～ ぷらす）。

## 故事
淺川幸助因為母親在海外工作的關係，獨自在公寓居住，由於母親匯錢是有一陣沒一陣的，生活過得有些辛苦。由於沒有錢買食物，幸助不得已只好偷東西吃，在告別好友武則與成樹後，在回家得路上，遇上剛到下町而迷路的麻由。主人公剛要向麻由搭話時，小玲出現了，一出現就不分青紅皂白的認為主人公是變態，把麻由帶開。隔天，班上來了位轉學生，赫然就是在昨天指認他為變態的小鈴。放學後，主角回到家中，很少有人拜訪的家，在門外傳來了敲門聲，來拜訪的居然是小鈴與麻由姐妹倆。原來，她們的父親是個不管被詐騙幾次都會去借錢的爛好人，幾年前因為到海外賺外快而將她們託付給哥哥，在與幸助母親閃電結婚後，讓他們離開叔父的家，與主人公同住。
三口之家的日子開始了，幸助也為了拉進與姐妹倆的關係而努力著。然而在某天晚上，貸款家和雄告訴主人公，小玲與麻由的父親借了1000萬而未償還，而她們的父親與幸助的母親由於在海外過訊全無，面對這突而其來的龐大債務，主人公以家人為由毅然的替姐妹倆承擔了下來，向貸款家承諾會分期償債後，開始了打工存錢償債的生活。

## 登場角色
遊戲公司並未提供聲優的資料，聲優名單是由秋のうららの～あかね色商店街～溯其參與者，再由聲優本身的工作經歷而得。

### 主要角色
淺川幸助/小島田幸助
本作主人公。是在下町土生土長的男孩子，對於下町的許多人事物相當熟悉。以前是下町最調皮的小鬼，長大後成為一往直前的熱血青年。個性直率談吐老成，很講義理人情。因為要替新爸爸償還債務，開始了半工半讀的生活。淺川是母親尚未改嫁時所姓的姓氏，在母親改嫁後改姓小島田。
小島田小鈴（聲優：春奈有美）
因主人公母親再婚而與主人公同住的兩姐妹中的姐姐，是個頭腦聰明、運動神經優秀的美少女。因為長期的在叔父家保護著常被欺負的麻由，討厭接近麻由的陌生人，個性好強。因不肯認主人公為「哥哥」與主人公拌嘴，雖然常常贏過主人公，但內心其實相當寂寞。在學校與主人公及鮎同班，參加學校個田徑隊，是個可在田徑項目進軍全國比賽的選手，原先想放棄田徑而為償債工作，然而被主人公所阻止，只打了在早上送報紙的工。
小島田麻由
因主人公母親再婚而與主人公同住的兩姐妹中的妹妹，但與小鈴沒有血緣關係。個性內向溫柔，擅長家務，很受到下町中長輩的喜愛，不時會接收到長輩給的「供品」，其光顧的商店也會在她到來時降價出售，負責打理家中環境與準備三餐。
金田鮎（聲優：五行薺）
幸助的同班同學也是青梅竹馬，是町中有錢人家的女兒，家裡經營著高級壽司屋，然而並未繼承家中的絕藝，做出的壽司可稱為殺人級。在以前受到欺負時被主人公所搭救而喜歡上主人公，然而其口是心非的個性讓她一直未向主人公表明心意，有時會陷入自我的妄想中並與現實搞混。
羽田芳實
與幸助同公寓的鄰居，職業是作家，是個神奇的美麗大姐。有時會因為專注於寫作而未能好好吃飯，在路上不支倒地。雖然貧窮，可是有時會拿出超高級食材。有時會以代理監護人自居，替主角與姐妹倆想出可怕的主意。在寫稿寫不完，被編輯所催稿時，會因為害怕而躲起來。
宮森志麻理
幸助的班導，學校的新進教師，是個幼稚、愛哭的眼鏡娘，甚至在相親時因為幼稚而被對方拒絕。因主人公家庭狀況有異，對於主人公多所關心，然而有時會過於慌張而一事無成。會因一點點小感動而哭泣，反而被安慰。

### 其他角色
前原武則
主人公的摯友，與主人公一同在下町中長大。家裡開豆腐店。
高杉成樹
主人公的摯友，與武則、幸助組成了三人組。家裡開舊書店，立志要成為小說家，喜歡著小玲。
深田和雄
貸款家，與金錢相伴度過餘生的獨居老人。對於金錢方面很是苛刻。
松下梅
看著幸助、武則及成樹三人組長大的糖果店老婆婆，是個在深田和雄之上的貸款家頭頭。
吉田清孝
幸助經常光顧的超市的老闆。雖然妻管嚴但對主人公相當不錯。

## 主題曲
片頭曲
作詞、作曲：高井麗，編曲：酒井陽一，歌：春奈有美
片尾曲
作詞、作曲：石井繪莉，編曲：澤村竣，歌：春奈有美

## 外部連結
- 官方網站 （页面存档备份，存于）（日語）